# Keiichiro Nakano
Keiichiro Nakano (født 29. marts 1976) er en tidligere japansk fodboldspiller.
Han har spillet for flere forskellige klubber i sin karriere, herunder Albirex Niigata.